# Arrondissement de Dessalines
Pour les articles homonymes, voir Dessalines.
L’Arrondissement de Dessalines est un arrondissement d'Haïti, subdivision du département de l'Artibonite. Il a été créé autour de la ville de Dessalines, qui est aujourd'hui son chef-lieu. Il est peuplé par 375 499 habitants (estimation 2009).
L'arrondissement regroupe quatre communes :
- Dessalines
- Desdunes
- Grande-Saline
- Petite-Rivière-de-l'Artibonite